# Шашин, Кирилл Алексеевич
Кирилл Алексеевич Шашин (род. 21 ноября 1992 года) — российский шорт-трекист.

## Карьера
Воспитанник нижегородского шорт-трека.
Чемпион России 2015 года в эстафете на 5000 м.
Серебряный (2015) и бронзовый (2013) призёр Всемирных Универсиад в эстафете на 5000 м.
Студент Нижегородского филиала Сочинского государственного университета.